# Cars (альбом)
| Оценки критиков | Оценки критиков |
| Источник        | Оценка          |
| --------------- | --------------- |
| Punknews        | [ 1 ]           |

Cars (произн. ка:с; с англ. автомобили) — дебютный альбом американской инди-рок группы Now, Now, изданный со старым названием группы «Now, Now Every Children».

## История
В 2007 году Now, Now подписали контракт с местным инди-лейблом Afternoon Records. Продюсером первого альбома стал Ян Андерсон.

## Список композиций
| №                   | Название                 | Длительность |
| ------------------- | ------------------------ | ------------ |
| 1.                  | «Not One, But Two»       | 3:12         |
| 2.                  | «Everyone You Know»      | 2:40         |
| 3.                  | «Have You Tried»         | 4:22         |
| 4.                  | «Sleep Through Summer»   | 2:40         |
| 5.                  | «Friends With My Sister» | 4:46         |
| 6.                  | «In My Chest»            | 2:32         |
| 7.                  | «Headlights»             | 3:44         |
| 8.                  | «In The City»            | 4:00         |
| 9.                  | «We Know Martha Webber»  | 2:48         |
| 10.                 | «Little Brother»         | 3:26         |
| 11.                 | «Cars»                   | 4:21         |
| Общая длительность: | Общая длительность:      | 38:31        |

## Участники записи
- Кейси Деледжер — вокал, гитара
- Брэдли Хейл — ударные, бэк-вокал
- Бритти Хейл — клавишные
- Кристин Сако — бас-гитара
- Джесс Эбботт — гитара, вокал